# Печера Аю-Тешік
Печера Аю-Теші́к, Аюв-Тєші́к (крим. Ayuv Teşik, в перекладі «ведмежа діра», «ведмеже вухо») — горизонтальна печера на мальовничому схилі Ай-Петринської яйли, Крим.
Довжина печери — 192 метри. Відкрита наприкінці ХІХ століття.
Зустрічаються кристалічні гіпсові утворення. Вхід розташований неподалік перевалу Кюзюткан праворуч від стежки на кордон Данила.
З 7 вересня 2023 року місцевість передана до Бахчисарайського району Автономної Республіки Крим.